# 刘雅鸣
刘雅鸣（1957年6月3日—），女，汉族，江苏建湖人，中华人民共和国政治人物。曾任水利部副部长、长江防总常务副总指挥。现任第十三届全国政协人口资源环境委员会副主任。武汉水利电力学院治河专业（今武汉大学水利水电学院）毕业。

## 生平
1975年7月参加工作。1981年6月加入中国共产党。1982年从武汉水利电力大学（武汉大学）河流力学及治河工程专业毕业后，被分配到长江水利委员会水文局南京河床实验站，先后在技术科、科研室工作。1989年，任南京河床试验站主任、党委书记。1993年10月，任长江水利委员会水文局副局长。1995年2月，任水利部水文司副司长。1997年2月，任水利部直属机关党委副书记。1998年9月，任水利部政策法规司司长。1999年8月起，在水利部水文局（水利信息中心）历任副局长（副主任）、局长（主任）兼党委书记。2005年6月，任水利部人事劳动教育司司长。2012年5月，任水利部党组成员、人事司司长。2012年9月，任长江防总常务副总指挥，水利部长江水利委员会主任、党组书记。2013年，当选第十二届全国人大代表。2016年7月，任水利部副部长、长江防总常务副总指挥。
2016年12月，任中国气象局局长。
2018年1月，当选第十三届全国政协委员。
2020年12月24日，中共中央决定：庄国泰同志任中国气象局党组书记；刘雅鸣同志不再担任中国气象局党组书记。2021年1月12日，国务院免去刘雅鸣的中国气象局局长职务。